# Puente viejo de Cauca
El Puente Viejo del Cauca es un puente que data de la época colonial situado sobre el río Cauca, al norte de la ciudad de Popayán, Colombia. Su construcción se terminó en el año 1780, y se mantiene en buen estado a pesar de las crecidas del río Cauca y después de ser utilizado para el tránsito de vehículos hasta el año 2016, cuando se construyó un puente contiguo de doble vía.
En el año 2015 fue declarado bien de Interés Cultural de Ámbito Nacional por parte del Ministerio de Cultura, junto a otros 15 puentes construidos durante los siglos XVIII al XX.

## Historia
En los primeros días de la Colonia se pasaba el río Cauca por el vado de la vega de Prieto o por andarivel o tarabita. La idea de construir el puente fue muy antigua, el Gobernador Jacinto Mosquera y Figueroa hacendado y benefactor de importantes obras sociales en Popayán, en 1730 realizaría una fuerte donación para cambiar un puente de bejucos que hacían los encomenderos dos veces por año por otro de mampostería, sin embargo el terremoto de 1736 que destruiría prácticamente toda la ciudad, obligaría a que se utilizaran estos dineros para el servicio público.
Su construcción se iniciaría en 1767, con nuevas donaciones de acaudalados vecinos de la ciudad y otros aportes en calidad de reintegro, Se tomaron los dos proyectos presentados por Simón Schenherr y se seleccionó primeramente, el puente de madera con bases de mampostería, pero en 1770 el río Cauca en una creciente lo arrasó, conservándose solo las bases de mampostería, sin desfallecer en el proyecto el cabildo y los promotores decidieron edificar el puente de mampostería integral, el que actualmente subsiste, terminado en 1780, cuando se dio al servicio.
La obra fue dirigida por Fray Simón Schenherr, quien dibujó los planos de la obra que se encuentran en el Archivo Histórico de la Universidad del Cauca. Su arco central va disminuyendo en arcos continuos siguiendo la costumbre románica, hasta llegar a la vía pública que comunica la ciudad.
Es una estructura de 120 metros de longitud, 25 m de luz en su arco central sobre el río Cauca y seis arcos laterales de medio punto. Inicialmente su camellón era empedrado y hacia la mitad del siglo veinte recibió el baño asfáltico que aún lo cubre.